# Old Red Eyes Is Back
Old Red Eyes Is Back ist ein von Paul Heaton und Dave Rotheray geschriebenes Lied der Band The Beautiful South, das ursprünglich auf dem Album 0898 Beautiful South erschien. Der Song erreichte Platz 22 der britischen Charts.

## Inhalt
Old Red Eyes Is Back handelt von „Old Red“, einem dem Alkoholismus verfallenen Mann. Der Text schildert dessen Trinkverhalten und den Einfluss des Alkohols auf seinen Körper (He pours another drink and listens to his body thaw), bis zu seinem Tod (Old Red he died…). Im Refrain wird auf sein durch den Alkoholkonsum verschwendetes Leben eingegangen (all the things I could have done instead). Alkoholismus ist ein in vielen Songs der Band verwendetes Thema, in Old Red Eyes Is Back wird dies jedoch am ausführlichsten behandelt.
Im Musikvideo stellt Paul Heaton sowohl einen nüchtern wirkenden, ordentlich gekleideten Mann, als auch einen betrunken wirkenden, offenbar Old Red, dar.

## Rezeption
In den deutschen Singlecharts hielt sich Old Red Eyes Is Back insgesamt elf Wochen und erreichte dabei als Höchstposition den 51. Platz. In Großbritannien war der Song nur sechs Wochen in den Hitlisten vertreten, erreichte dafür aber Rang 22.
Ned Raggett von Allmusic befindet das Arrangement aus Orchester, Gitarre und Gesang für „einen der besten Momente der Band“ und lobt den Wechsel zwischen ruhigeren und lebendigeren Passagen. Zudem findet er es bemerkenswert, ein Lied zu einem derartigen Thema als Leadsingle für das dritte Album (0898 Beautiful South) zu verwenden und es zudem als Singleauskopplung zu veröffentlichen. Nick Butler von sputnikmusic.com sieht gar den besten Song der Band und den besten Text von Heaton.
Im Jahr 2013 fand Old Red Eyes Is Back Eingang in die Filmmusik zu The World’s End.